# إيملي آرثر
إيملي آرثر (بالإنجليزية: Emily Arthur)‏ هي متزلجة أسترالية، ولدت في 24 أبريل 1999 في نيوساوث ويلز في أستراليا.

## وصلات خارجية
- إيملي آرثر على موقع الاتحاد الدولي للتزلج (ركوب لوح الثلج) (الإنجليزية)
- إيملي آرثر على موقع اللجنة الأولمبية الدولية (الإنجليزية)
- إيملي آرثر على موقع أوليمبيديا (الإنجليزية)
- إيملي آرثر على موقع اللجنة الأولمبية الأسترالية (الإنجليزية)